# Capture the flag
Capture the flag er spiltype inden for computerspil. Grundprincippet er, at alle spillere deles op i to hold, og hvert hold har en base hvor der står et flag. Det gælder så om at stjæle modstanderens flag, og bringe det tilbage til sin egen base. Men man kan ikke bare bringe det tilbage, da kriteriet også er at ens eget flag er hjemme i basen. Det hold der først har bragt modstanderens flag hjem x antal gange, vinder spillet.

## Computerspil med capture the flag
- Jedi Knight: Jedi Academy
- Quake III Arena
- Star Wars: Battlefront-serien